# Oswestry Castle
Oswestry Castle, auch Album Monasterium, Blancminster, Blankmouster, Blancmustier, Croes Oswald, L'Oeuvre, L'uvre, Castle Loure, Luure, Luvre, Lvvre, Castle Philip, Oswaldestre oder  Meresberie, ist die Ruine einer Niederungsburg vom Typus einer Turmhügelburg (Motte) im englischen Markt Oswestry, ursprünglich in der walisischen Grafschaft Powys, heute in der englischen Grafschaft Shropshire.

## Geschichte
Die erste urkundliche Erwähnung einer Burg in Oswestry war 1086 im Domesday Book. Dort ist ein „Castello Lurve“ oder „Castle L'Oeuvre“ erwähnt, das für Rainald, Sheriff of Shropshire, in der Harde von Meresberie gebaut wurde. Erst 1272 gibt es Hinweise auf eine Siedlung namens „Blancminster“ (benannt nach der weißen Kirche). Die Waliser erwähnten schon 1254 ein „Croes Oswallt“ (Kreuz des Oswald), nach dem König aus Northumbria, der 641 in der Schlacht von Maserfield (die bei Oswestry stattgefunden haben soll) fiel.
Von Rainald, Sheriff of Shropshire, fiel die Burg an Alan fitz Flaad. Im Bürgerkrieg der Anarchie zwischen König Stephan und Kaiserin Matilda 1135–1154 schloss sich der Marcher Lord von Oswestry, William FitzAlan, den Streitkräften von Matilda an. In der Folge verlor er 1138 durch Stephan seine Ländereien, einschließlich der Burg und ihres Grundstückes, und seine Titel. Er floh ins Exil. Die Burg forderte Madog ap Maredudd, Prinz von Powys, zwischen 1149 und 1154 zusammen mit dem Herrentitel der Gegend. Dies war aber nur eine kurze Episode: Mit der Krönung von Heinrich II. von England erhielt William FitzAlan seine Ländereien zurück, wurde 1155 als Sheriff von Shropshire wieder eingesetzt und blieb dies bis zu seinem Tod 1160. Es folgte eine Zeit der Konflikte zwischen den Walisern und den Engländern, und die Burg wurde mehrmals geplündert. 1165 nutzte sie König Heinrich selbst als Basis für seinen erfolglosen Feldzug gegen Owain Gwynedd. 1211 ging König Johann Ohneland gegen Llywelyn ab Iorwerth vor und die Burg wurde angegriffen. 1270 wurden die Mauern der Burg so erweitert, dass sie die Stadt ebenfalls umschlossen, aber die militärische Bedeutung von Oswestry Castle nahm ab.
1398 hielt König Richard II. von England auf Oswestry Castle eine Parlamentsversammlung ab. Im englischen Bürgerkrieg war es mit einer royalistischen Garnison belegt und wurde 1644 von den Truppen Oliver Cromwells eingenommen. 1650 wurde die Burg von den Roundheads größtenteils zerstört.

## Beschreibung
Der Mound ist etwa 12 Meter hoch und an seiner Basis 72 Meter lang und 52 Meter breit. Die eingestürzten Überreste des steinernen Donjons, die vermutlich aus dem 13. Jahrhundert stammen, sind dort zu sehen. Diese Überreste gelten als historisches Bauwerk II. Grades. Die innere Aufteilung des Donjons kennt man nicht, aber eine Inventarliste aus dem Jahre 1398 zählt drei Schlafräume, einen Rittersaal, eine Kapelle, die dem heiligen Nikolaus geweiht war, eine Küche, eine Speisekammer und einen Weinkeller auf. Südöstlich des Donjons liegen die Überreste einer Bastion, die größtenteils Ende des 19. Jahrhunderts wieder aufgebaut wurde und ebenfalls als historisches Bauwerk II. Grades gelistet ist. Die Vorburg liegt südlich des Mounds und diente vermutlich vor der Mitte des 13. Jahrhunderts, als die Stadtmauern errichtet wurden, als Keimzelle der Siedlung. Die Lage der Vorburg kann man heute an Straßennamen wie „Bailey Street“ oder „Bailey Head“ erkennen.